# Éperon barré

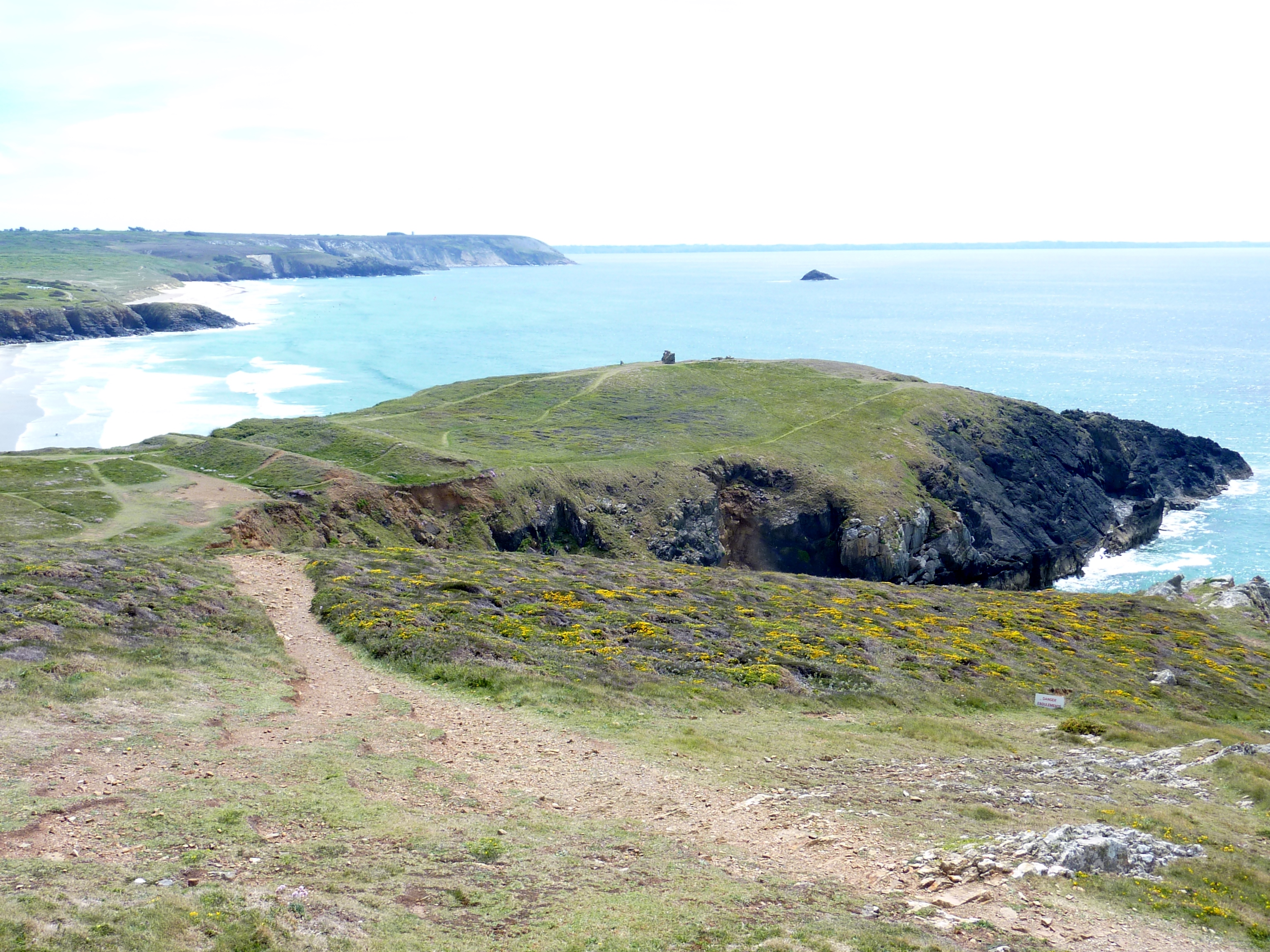
Kastell Lostmarc'h, cap fortifié peu hospitalier apparu au Néolithique. La fortification est constituée d'une double ligne de remparts en terre et de deux fossés. La présence dans les environs de cet éperon barré littoral d'un gisement ferrifère explique peut-être le maintien de la présence humaine sur ce site à la période laténienne.

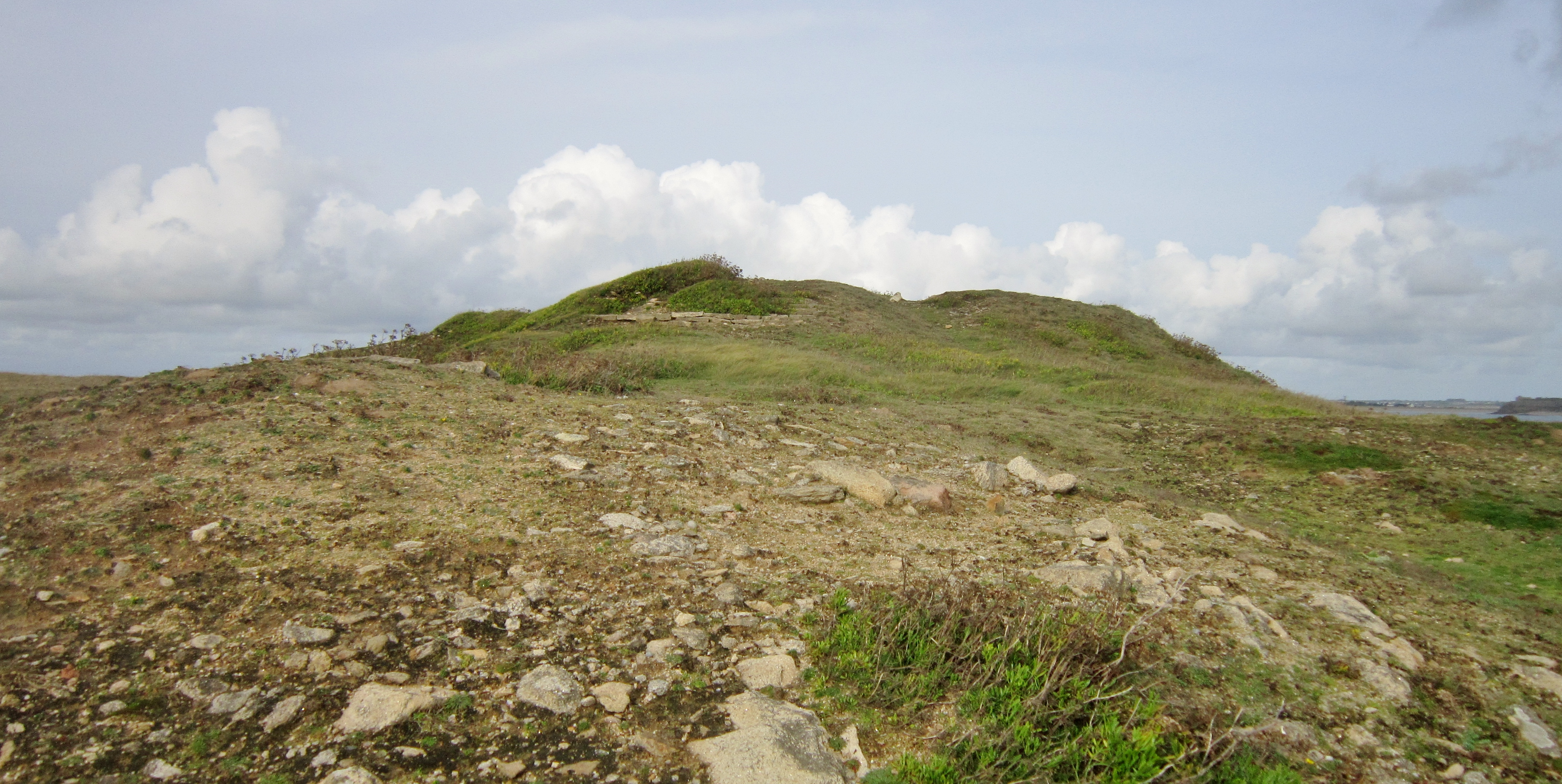
L'éperon barré de Beg en Aud pourrait être le lieu de rassemblement d'une communauté ou le marqueur d'un territoire.

Un éperon barré est un promontoire rocheux dont l'isthme a été coupé par un fossé et un talus, qui prend la forme d'une simple levée de terre ou d'un mur de pierres.

## Caractéristiques
Un éperon barré est un habitat fortifié constitué de l'avancée d'un relief, un éperon naturellement protégé, coupé par une structure de défense (mur de pierre sèche, palissade, fossé, rempart…), afin d'y établir une occupation humaine temporaire ou permanente.
Un éperon barré correspond le plus souvent au promontoire d'une falaise littorale, à l'extrémité d'un plateau située dans une zone de confluence ou au-dessus de méandres de rivière. La fortification comprend une levée de terre (le talus) ou un rempart, parfois précédé d'un fossé et surmonté d'une palissade. La levée est désignée en latin scientifique par le nom de vallum (en).
Il s'agit d'une des premières traces de fortifications, avec l'enceinte à fossés interrompus, les plus anciennes datant du Néolithique moyen, comme en témoignent le site néolithique du Montgué à Asnan, le camp préhistorique de Chassey-le-Camp, le Châtelet d'Étaules (Étaules, Côte-d'Or) et le « camp de César » à Catenoy (Oise).
L'habitat en éperon barré est la forme la plus fréquente de l'« habitat fortifié de hauteur », les autres formes étant l'« habitat en rebord de plateau » et l'« habitat au sommet d'une colline ». Ces habitats sont souvent désignés sous le terme de « camp ».

## Fonctions
L'avantage principal de ce type d'établissement est l'économie de moyens : du fait des pentes naturelles de l'éperon, seul un des côtés du lieu a besoin d'être fortifié. Un combiné de fossé profond et de levée de terre, interrompus par une ou plusieurs entrées potentiellement fortifiées, sont en général suffisants pour barrer l'accès à tout assaillant lors d'un siège. Son principal défaut est la difficulté d'évacuation en cas d'encerclement total : le chemin par lequel on entre dans l'éperon est en général celui par lequel on sort. Cet inconvénient explique que le rôle premier de défense, traditionnellement attribué à ces fortifications, s'interprète uniquement lorsque le site sert de refuge temporaire en cas de danger momentané.
Le mobilier archéologique (amphores, monnaies) découvert dans plusieurs de ces sites, reflète parfois une occupation continue et permanente, et suggère une fortification à fonction ostentatoire d'un pouvoir politique aux mains de petits aristocrates qui cherchent à garder la main sur les gisements proches de minerais utilisés pour la production métallurgique, à contrôler les échanges commerciaux par voie maritime, fluviale ou terrestre,.
Le manque de fouilles extensives pose souvent des problèmes de datation et d'interprétation et ne permet pas d'appréhender aisément le statut ou la fonction de ces occupations.
Considéré traditionnellement comme un type d'habitat fortifié, le statut et la fonction de l'éperon barré sont réinterrogés par la recherche actuelle. Si certaines de ces implantations spécifiques littorales et insulaires ont une fonction défensive, plusieurs caractéristiques (fossés peu profonds, talus peu élevés, protection même du côté le moins accessible — falaise, ravin —, palissades peu dissuasives, éloignement des sources d'eau), conduisent les chercheurs à proposer d'autres interprétations reposant sur la pluralité des fonctions, qui se combinent avec la multiplicité des éperons : fonction économique (lieu d'échanges — rôle de marché, de place centrale —, parcage des troupeaux lors des transhumances), sociale (lieu de rassemblement périodique pour une fonction cultuelle ou funéraire),.

## Évolution
Ce type de fortifications a pu ensuite donner naissance aux oppidums celtiques.
Par exemple, vers 500 av. J.-C., des Celtes se réfugiaient, en cas de danger momentané, dans l'éperon barré de Kastell Lostmarc'h, véritable camp retranché situé dans la presqu'île de Crozon, qui servit encore de refuge à des populations médiévales, comme en témoigne la construction subsistante au cœur de l'éperon.

## Galerie
De nombreux cas d'éperons barrés sont documentés par l'archéologie et les prospections aériennes et pédestres au travers de l'Europe.

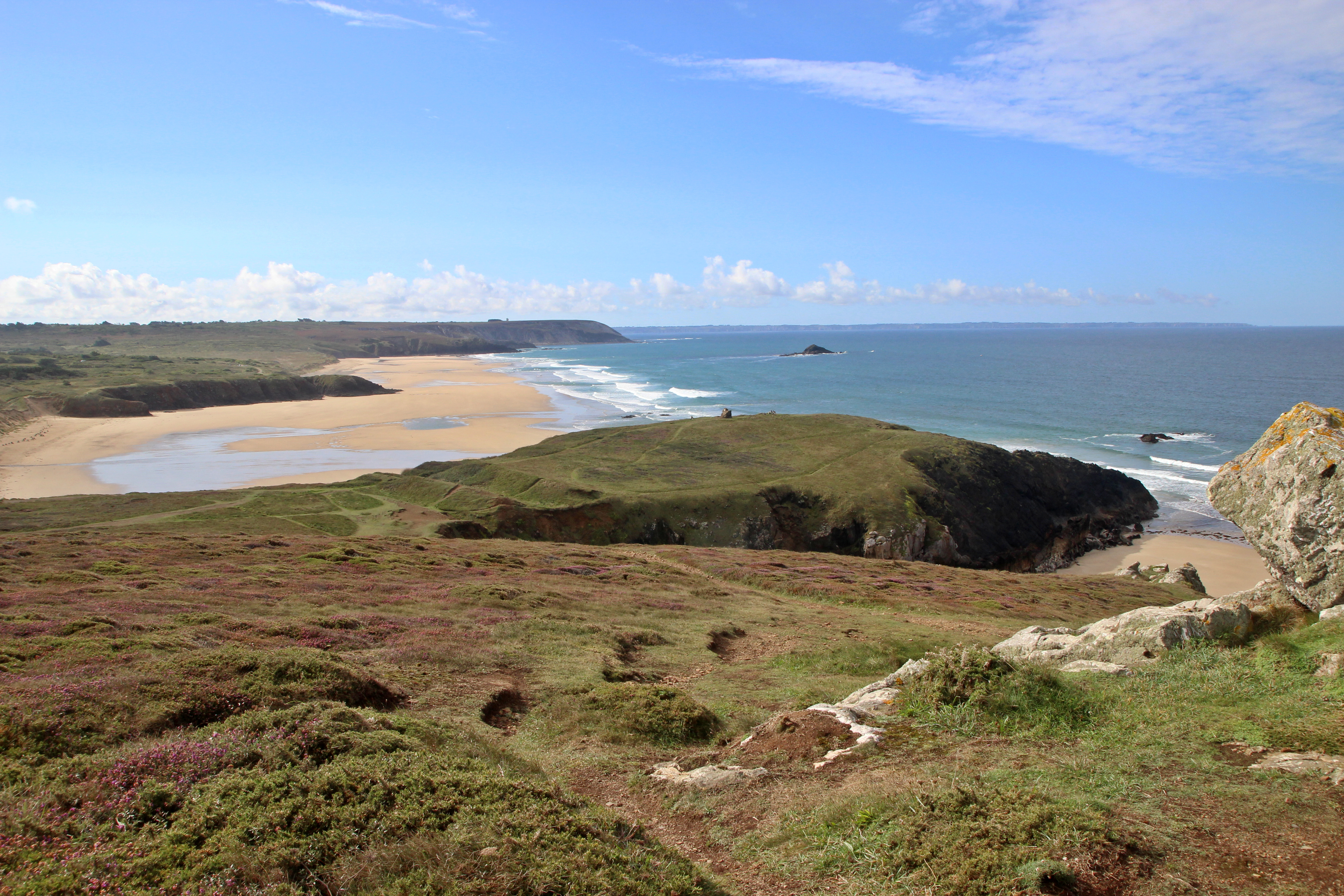
Kastell Lostmarc'h dans la presqu'île de Crozon, commune de Crozon.
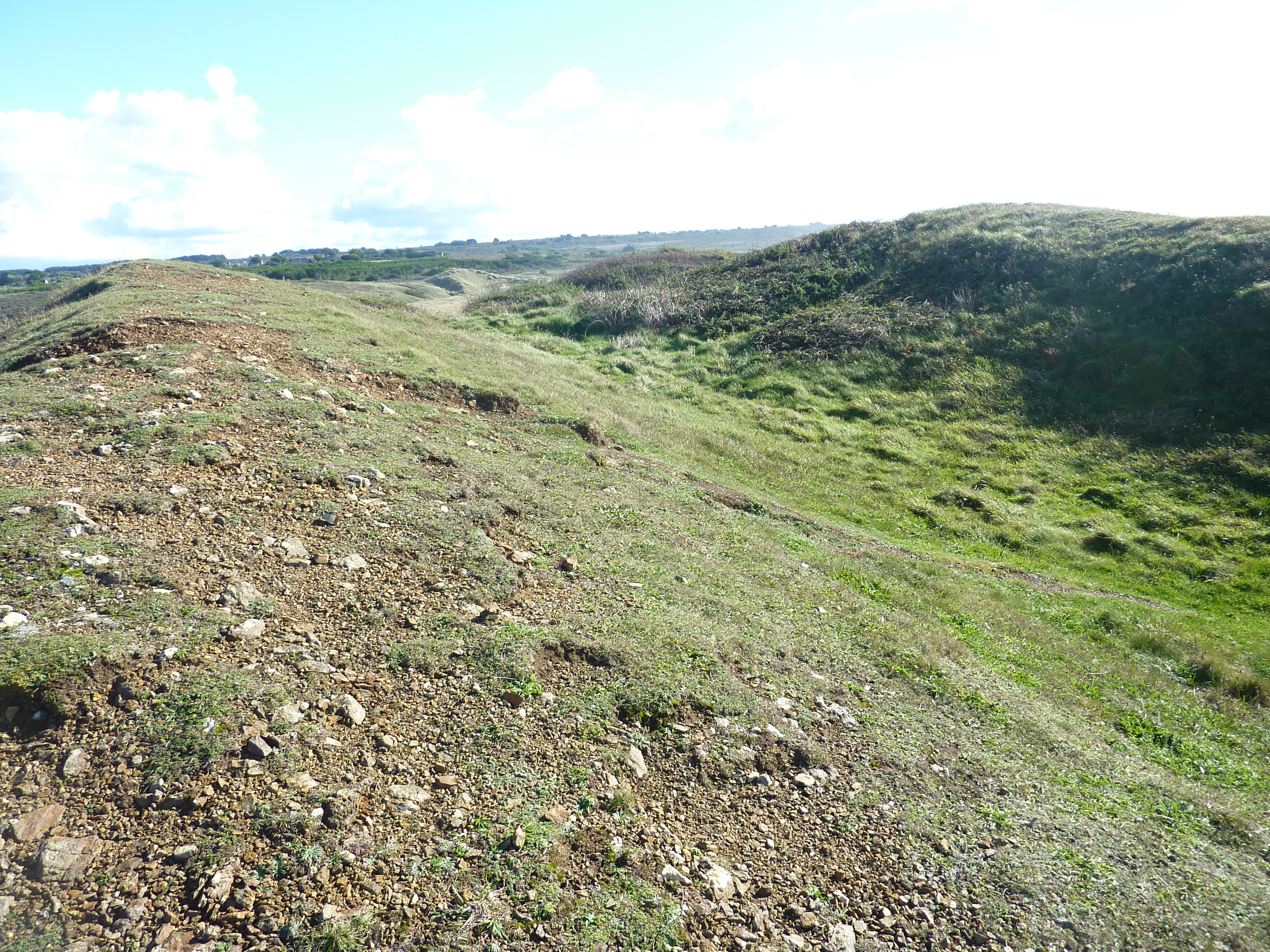
Le fossé et les talus de l'éperon barré de Lostmarc'h vus en gros plan.

## Exemples
- Ville médiévale de Poitiers
- Béruges
- Châtel-Saint-Germain
- Langres
- Cap barré de Garastre
- Enceinte protohistorique de Britzgyberg (Illfurth, Haut-Rhin)
- Camp gaulois de la pointe de Kervédan (Groix, Morbihan)
- Camp celtique de la Bure (Vosges)
- Camp d'Affrique (Meurthe-et-Moselle)
- les Tamaris et autres oppidums de Martigues
- l'oppidum de Constantine, au nord de l’Étang de Berre